# Brackley Town
Der Brackley Town Football Club ist ein Fußballverein aus Brackley, Northamptonshire, England. Der Klub gewann 2018 die FA Trophy und wird in der Saison 2025/26 in der National League antreten.

## Geschichte
Der 1890 gegründete Verein spielte in der Zeit vor dem Ersten Weltkrieg größtenteils in der Oxfordshire Senior League. Nach dem Krieg wechselte er in die North Bucks & District League, wo er bis zum Wechsel in die Banbury & District League spielte. 1974 kehrte er in die North Bucks League zurück. 1977 trat der Verein der Division One der Hellenic League bei. Zur Saison 1983/84 wechselte Brackley Town in die Division One der United Counties League und stieg am Ende der Saison auf Anhieb in die Premier Division auf. Nachdem er von 1991/92 bis 1993/94 drei aufeinanderfolgende Spielzeiten als Tabellenletzter abgeschlossen hatte, kehrte der Verein in die Hellenic League zurück und stieg anschließend in die Premier Division auf.
Nachdem Brackley in seiner ersten Saison in der Premier Division den drittletzten Platz belegt hatte, wurde der Klub in der Saison 1995/96 Vizemeister. In der folgenden Saison wurde der Klub Meister und stieg in die Division One Midlands der Southern Football League auf. Nach einer Saison gelang der Aufstieg in die Division One South auf, dem am Ende der Saison 1998/99 als Tabellenletzter wieder der Abstieg in die Hellenic League folgte. In der Saison 2003/04 gewann Brackley zum zweiten Mal die Hellenic League sowie den Supplementary Cup und stieg erneut in die Southern League auf, diesmal in die Division One West. Mit einem dritten Platz in der Saison 2005/06 qualifizierte sich Brackley für die Aufstiegs-Playoffs. Nach einem 2:1-Sieg im Halbfinale gegen den FC Marlow unterlag der Klub im Finale Hemel Hempstead Town mit 2:3. In der Saison 2008/09 erreichte Brackley erstmals die erste Runde des FA Cups und verlor dort mit 1:2 gegen Eastwood Town. Nach dem fünften Platz in der Saison 2009/10 qualifizierte sich der Verein erneut für die Aufstiegs-Playoffs, verlor jedoch im Halbfinale mit 0:6 gegen Nuneaton Town.
In der Saison 2011/12 gewann Brackley die Premier Division und schaffte damit den Aufstieg in die Conference North. Der Klub belegte auf Anhieb den dritten Platz und erreichte die Aufstiegs-Playoffs. Im Halbfinale wurde der FC Altrincham mit 4:2 geschlagen, bevor das Finale mit 0:1 gegen den FC Halifax Town verloren ging. In der folgenden Saison erreichte der Verein erneut die erste Runde des FA-Cups und gewann nach einem 1:1-Unentschieden gegen den FC Gillingham das Wiederholungsspiel mit 1:0. In der zweiten Runde verlor der Verein mit 2:3 gegen Macclesfield Town. In der Saison 2015/16 erreichte Brackley erneut die erste Runde und verlor nach einem 2:2-Unentschieden im ersten Spiel im Wiederholungsspiel mit 1:4 gegen AFC Newport County. Im FA-Cup 2016/17 erreichte der Verein die zweite Runde, nachdem er in einem Wiederholungsspiel der ersten Runde Gillingham mit 4:3 besiegt hatte. In der nächsten Runde unterlag Brackley mit 0:1 gegen den FC Blackpool.
In der Saison 2017/18 gewann Brackley die FA Trophy, indem es den FC Bromley im Finale mit 5:4 im Elfmeterschießen besiegte. In der National League North belegte der Klub den dritten Platz und erreichte das Playoff-Finale. Dort scheiterte Brackley im Finale mit 0:3 an Harrogate Town. In der Saison 2020/21 erreichte der Verein erneut die zweite Runde des FA Cups und schied in der zweiten Runde mit 0:1 gegen die Tranmere Rovers aus dem wettberwerb aus. In der Saison 2021/22 wurde der Verein Vizemeister in der National League North und verlor im Playoff-Halbfinale mit 0:1 gegen York City. Ein Jahr später belegte Brackley den vierten Platz in der Liga und schlug im Playoff-Viertelfinale Gloucester City mit 5:3 im Elfmeterschießen und im Halbfinale den FC Chester mit 1:0. Das Finale wurde mit 0:2 gegen die Kidderminster Harriers verloren. Es folgte eine weitere Play-off-Teilnahme in der Saison 2023/24. Im Halbfinale wurde der FC Chorley mit 1:0 besiegt. Das Finale jedoch erneut, diesmal mit 1:2 gegen Boston United verloren.
In der Saison 2024/25 sicherte sich der Klub am letzten Spieltag den Titel stieg in die National League auf.